# Metro de Hohhot
El Metro de Hohhot (en chino tradicional, 呼和浩特地鐵; en chino simplificado, 呼和浩特地铁, Mongol Tradicional: ᠬᠦᠬᠡᠬᠤᠳᠠ
ᠶᠢᠨ
ᠮᠧᠲ᠋ᠷᠣ᠋ , Mongol cirílico: Хөх хотын метро) es un sistema de tránsito rápido en funcionamiento en Hohhot, capital de la Región Autónoma de Mongolia Interior en China.

## Línea 1
La primera fase de la línea 1 tiene 21.719 km (13.5 mi) de largo. El color de la línea 1 es rojo.
La línea 1 ha estado en construcción desde abril de 2016. Se abrió el 29 de diciembre de 2019.

## Línea 2
La primera fase de la Línea 2 esta en construcción y tendrá 27.308 km (17.0 millas) de largo y se abrió el 1 de octubre de 2020. El color de la Línea 2 es azul.

## Desarrollo futuro
Se planea que la red comprenda cinco líneas con una longitud total de aproximadamente 155 kilómetros (96 millas) con 123 estaciones.